# Ctenisodes abruptus
Ctenisodes abruptus är en skalbaggsart som först beskrevs av Thomas Casey 1894.  Ctenisodes abruptus ingår i släktet Ctenisodes och familjen kortvingar. Inga underarter finns listade i Catalogue of Life.